# クリス・アッカーマン
クリス・アッカーマン（Chris Ackerman、1978年5月16日 - ）は、アメリカ合衆国の俳優。

## 出演作品
- エレクトラ（タトゥー）